# Jacob Bailey

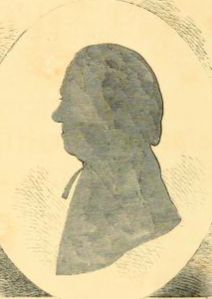
Profil Jacoba Baileya

Jacob Bailey (ur. 16 kwietnia 1731 w Rowley, Massachusetts, zm. 26 lipca 1808 w Annapolis Royal, Nowa Szkocja) – kanadyjski pastor i poeta. 
Jego rodzicami byli David Bailey i Mary Hodgkins. Był uczniem kongregacjonistycznego pastora Jedediaha Jewetta, który przygotował go do podjęcia studiów w Harvard College. W 1755 uzyskał bakalaureat i podjął pracę jako nauczyciel w szkole. Następnie wrócił na uczelnię i w 1758 otrzymał magisterium. Przez pewien czas był kaznodzieją kongregacjonistycznym. Później zmienił przekonania religijne i w 1759 przeniósł się do Kościoła anglikańskiego. W 1760 został duchownym w tym obrządku. W 1761 ożenił się Sally Weeks z Hampton. Miał z nią co najmniej sześcioro dzieci. Z racji tego, że był zwolennikiem Korony brytyjskiej, spotykał się z szykanami ze strony zwolenników niepodległości kolonii amerykańskich. Miały miejsce zamachy na jego życie. Dlatego przeniósł się do Kanady. Poza posługą duchownego zajmował się pisaniem poezji. Tworzył między innymi utwory satyryczne. Do jego ważniejszych dzieł należą poematy America i Jack Ramble, the Methodist Preacher. Wzorował się na twórczości Samuela Butlera, autora Hudibrasa. Zalicza się do pionierów literatury kanadyjskiej.